# Dirk Dautzenberg
Dirk Dautzenberg, eigentlich Wilhelm Dietrich Dautzenberg (* 7. Oktober 1921 in Duisburg-Meiderich; † 15. Februar 2009 in Wilhelmshaven), war ein deutscher Schauspieler, Hörspielsprecher und Theaterregisseur.

## Leben
Nach der Mittleren Reife absolvierte Dautzenberg seine Schauspielausbildung an der Immermann-Schauspielschule in Düsseldorf und besuchte zusätzlich von 1943 bis 1945 die Hessische Landesmusikschule in Darmstadt. Auf sein erstes Bühnenengagement in Herford folgten Theaterstationen am Staatstheater Braunschweig, Landestheater Detmold, Staatstheater Darmstadt, an den Städtischen Bühnen Mainz, am Theater Baden-Baden, den Bühnen der Landeshauptstadt Kiel, den Wuppertaler Bühnen, Städtischen Bühnen Frankfurt am Main und den Städtischen Bühnen Köln. An anderen Bühnen gab er Gastspiele. Dabei agierte Dautzenberg nicht nur als Schauspieler, sondern führte auch oft Regie.
1955 gab Dautzenberg in Die Mädels vom Immenhof sein Spielfilmdebüt. Es folgten Rollen in Frank Wisbars Kriegsfilm Haie und kleine Fische, im Jerry-Cotton-Thriller Mordnacht in Manhattan neben George Nader, in der Böll-Verfilmung Ansichten eines Clowns sowie in Komödien wie Alles im Eimer mit Dieter Hallervorden und Otto – Der neue Film mit Otto Waalkes.
Ab 1960 wirkte Dautzenberg, der bisweilen im Ruhrgebietsdialekt sprach, in zahlreichen Fernsehproduktionen mit. Er spielte in Fernsehfilmen, so in  Beule mit Diether Krebs, in Gerhart Hauptmanns Die Ratten wie auch in dem Durbridge-Mehrteiler Ein Mann namens Harry Brent. In dem  Fernseh-Straßenfeger Die Gentlemen bitten zur Kasse spielte er einen der Polizisten, die die Posträuber zur Strecke bringen. Daneben hatte er zahlreiche Gastauftritte in Fernsehserien wie Derrick, Der Alte, Der Forellenhof, Stahlnetz, Tatort und Der Kommissar. In der Familienserie Unsere Hagenbecks spielte er von 1992 bis 1994 eine wiederkehrende Rolle. Besondere Popularität erlangte Dautzenberg als Butler Parker in der gleichnamigen Krimiserie nach Romanen von Günter Dönges.
Seit 1952 war er auch als Hörspielsprecher bei verschiedenen deutschen Rundfunksendern, wie dem SWF, dem HR und dem WDR häufig im Einsatz. Anfänglich waren es zumeist Nebenfiguren, denen er seine Stimme lieh. In den späteren Jahren sprach er meistens eine der Hauptrollen.
1991 erhielt er zusammen mit Martin Wiebel, Cordt Schnibben, Claudia Rohe, Jürgen Flimm und Hans Christian Blech den Adolf-Grimme-Preis in Silber für Wer zu spät kommt – Das Politbüro erlebt die deutsche Revolution.
Dirk Dautzenberg wurde auf dem Friedhof Aldenburg in Wilhelmshaven, anonym im Urnenfeld 22, beigesetzt.

## Filmografie (Auswahl)
- 1955: Die Mädels vom Immenhof
- 1957: Haie und kleine Fische
- 1959: Peterchens Mondfahrt (als Sandmännchen)
- 1965: Mach's Beste draus
- 1965: Mordnacht in Manhattan
- 1966: Die Gentlemen bitten zur Kasse (TV-Dreiteiler)
- 1966: Gewagtes Spiel – Drei Giraffen
- 1966: Kostenpflichtig zum Tode verurteilt
- 1967: Heißes Pflaster Köln
- 1968: Ein Mann namens Harry Brent
- 1968: Stahlnetz: Ein Toter zuviel
- 1968: Spedition Marcus
- 1968: Herr Kannt gibt sich die Ehre
- 1968: Mord in Frankfurt
- 1969: Der Kommissar – Folge 11: Die Schrecklichen
- 1969: Der Schelm von Istanbul
- 1969: Die Ratten
- 1969: Die Kuba-Krise 1962 (TV)
- 1970: Die Abiturienten
- 1970: Hamburg Transit – 35 Minuten Verspätung
- 1971: Der Kommissar – Folge 31: Ende eines Tanzvergnügens
- 1971: Augenzeugen müssen blind sein
- 1972: Der Kommissar –  Folge 50: Der Tennisplatz
- 1972: Dem Täter auf der Spur – Ohne Kranz und Blumen
- 1972–1973: Butler Parker
- 1973: Mein Onkel Benjamin (TV)
- 1973: Im Schillingshof (Fernsehfilm)
- 1972: Der Kommissar –  Folge 78: Schwierigkeiten eines Außenseiters
- 1974: Madame Pompadour (TV) – Poulard der Spitzel
- 1974  Der Kommissar –  Folge 85: Warum es ein Fehler war, Beckmann zu erschießen
- 1975: Ansichten eines Clowns
- 1975: Derrick – Folge 11: Pfandhaus
- 1975: Tatort – Tod eines Einbrechers
- 1975: Beschlossen und verkündet – Der rote Hahn
- 1976: Anita Drögemöller und die Ruhe an der Ruhr
- 1976: Der Kommissar – Folge 97: Tod im Transit
- 1976: Tatort – Zwei Leben
- 1976: Derrick –  Folge 21: Kalkutta
- 1977: Spuk in Felixburg (Fernsehfilm)
- 1978: MS Franziska
- 1979: Derrick – Folge 58: Tandem
- 1979: Der Alte – Folge 31: Ein Parasit
- 1979: Hatschi!!
- 1979: Derrick – Folge 64: Ein Todesengel
- 1980: Derrick – Folge 72: Der Tod sucht Abonnenten
- 1980: Tatort – Schönes Wochenende
- 1980: Der Alte – Folge 38: Magdalena
- 1981: Derrick – Folge 80: Am Abgrund
- 1981: Alles im Eimer
- 1982: Derrick – Folge 98: Ein unheimliches Erlebnis
- 1983: Derrick – Folge 107: Die Schrecken der Nacht
- 1984: Derrick – Folge 116: Ein Mörder zu wenig
- 1984: Polizeiinspektion 1 – Staffel 8; Folge 95: Weinkenner
- 1985: Geschichten aus der Heimat (Fernsehserie) Episode: Der Weltrekord
- 1985: Die Schwarzwaldklinik – Staffel 1; Folge 9: Der Dieb
- 1986: Ein Fall für zwei – Folge 44: Blinder Hass
- 1986: Der Alte – Folge 104: Der Trugschluß
- 1986: Detektivbüro Roth – Folge 21: Das stinkt dem Schnüffler
- 1987: Beule oder Wie man einen Tresor knackt
- 1987: Otto – Der neue Film
- 1987: Der Schatz im Niemandsland (Fernsehserie, Hausmeister Patschke)
- 1988: Die Männer vom K3 – Familienfehde
- 1988: A.D.A.M.
- 1990: Wer zu spät kommt – Das Politbüro erlebt die deutsche Revolution
- 1990: Der Alte – Folge 147: Die Braut ohne Gedächtnis
- 1992–1994: Unsere Hagenbecks
- 1993: Kein Pardon
- 1996: Auf Achse – Falsche Freunde

## Hörspiele
- 1952: Friedrich Dürrenmatt: Der Prozeß um des Esels Schatten – Regie: Karl Peter Biltz
- 1952: Otto Schrag: Die Antwort – Regie: Christian Boehme
- 1952: Günter Eich: Blick auf Venedig – Regie: Karlheinz Schilling
- 1952: Paul Hühnerfeld: Sieben Tage. Hörspiel nach dem Film Reporter des Satans – Regie: Karl Peter Biltz
- 1952: Carl Dietrich Carls: Der Fall Axel Petersen – Regie: Gerd Beermann
- 1952: Emery Bonett, Erwin Wickert: Unkraut unter dem Weizen – Regie: Karl Peter Biltz
- 1952: Robert Neumann: Die Puppen von Poshansk – Bearbeitung und Regie: Karl Peter Biltz
- 1952: Fred von Hoerschelmann: Amtmann Enders. Fassung II – Regie: Karlheinz Schilling
- 1952: Christian Bock: Das sonderbare Telefon – Regie: Alois Garg
- 1952: Fred von Hoerschelmann: Ich bin nicht mehr dabei – Regie: Gert Westphal
- 1952: James Krüss: Der Sängerkrieg der Heidehasen – Regie: Gerd Beermann
- 1952: Hans Fallada: Wer einmal aus dem Blechnapf frisst – Regie: Gerd Beermann
- 1952: Daphne du Maurier: Die Vögel – Regie: Karl Peter Biltz
- 1953: Theodor Plievier: Moskau – Regie: Gert Westphal
- 1953: Ernst von Khuon: Raumstation I beherrscht die Erde – Regie: Gerd Beermann
- 1953: Josef Martin Bauer: Der größte Abenteurer des Jahrhunderts – Regie: Karl Peter Biltz
- 1953: Werner-Jörg Lüddecke: Die Schönheitskönigin – Regie: Fritz Schröder-Jahn
- 1953: Hans Werner Richter: Sie fielen aus Gottes Hand – Bearbeitung und Regie: Gert Westphal
- 1953: James Hagan: Ein Sonntagnachmittag – Regie: Gert Westphal
- 1954: Ernst Wiechert: Der verlorene Sohn – Bearbeitung und Regie: Oskar Werner
- 1956: Erwin Wickert: Unter falscher Flagge. Von Spioninnen und Spionen: Der Spion Richard Sorge – Regie: Gerd Beermann
- 1957: Hans Christian Andersen: Tobias mit dem fliegenden Koffer – Regie: Julius Albert Flach; Frank Scharf
- 1958: Thomas Wolfe: Herrenhaus – Regie: Günther Rennert
- 1958: John P. Wynn: Inspektor Hornleigh auf der Spur (1. Staffel: 15. Folge) – Regie: Hermann Pfeiffer
- 1958: Wolfgang Altendorf: Es geschah in ... Italien:  Der schwarze Rabe. Nach einer wahren Begebenheit – Regie: Hermann Pfeiffer
- 1959: Rudyard Kipling: Fischerjungs (1. Teil) – Regie: Hermann Pfeiffer
- 1959: Herbert Hennies: Der Mann im Mond – Regie: Hermann Pfeiffer
- 1961: Richard Hughes: Gefahr – Regie: Ulrich Lauterbach
- 1961: Albert Camus: Der Fremde – Bearbeitung und Regie: Rolf Hädrich
- 1961: Marian-Georges Valentini: Das internationale Hörspiel: Das Spiel von Elsenberg – Regie: Fränze Roloff
- 1962: Carmen Rossinelli: Die Liebenden von Teruel – Regie: Mathias Neumann
- 1967: Rudolf Schlabach: Klauböcke un Spione (Mundart-Hörspiel) – Regie: Wolfram Rosemann
- 1967: Bertolt Brecht: Furcht und Elend des Dritten Reiches – Bearbeitung und Regie: Peter Schulze-Rohr
- 1968: Karlhans Frank: Im Gedränge. Alle meine Knaben – So ein Gedränge – Monolog eines Halbwaisen – Regie: Danielo Devaux
- 1968: Wilfried Schilling: Attentat auf einen Patrioten – Regie: Friedhelm Ortmann
- 1968: Paul Schallück: Pipo oder Panik in Planstelle O. – Regie: Gustav Burmester
- 1968: Henry Fielding: Das Leben Jonathan Wilds des Großen (3. Teil) – Regie: Hans Gerd Krogmann
- 1969: Erika Runge: Die Funkerzählung: Bottroper Protokolle – Bearbeitung und Regie: Peter Schulze-Rohr
- 1969: Michel Déon: Ein Egoist – Regie: Gerd Beermann
- 1969: Renke Korn: Picknick – Regie: Heinz Wilhelm Schwarz
- 1972: Michael Molsner: Ein bißchen Spaß – Regie: Heinz Wilhelm Schwarz
- 1972: Otto Jägersberg: He, he, ihr Mädchen und Frauen – Regie: Otto Düben
- 1973: Hartmut Lange: Herr Rietbauer verschwindet – Regie: Edward Rothe
- 1973: Max von der Grün: Wenn der Abend kommt – Regie: Hans Gerd Krogmann
- 1973: Margarete Jehn: Mit mir nich', Hansi – Regie: Hartmut Kirste
- 1975: F. W. Willetts: Fluchtversuch – Regie: Fritz Schröder-Jahn
- 1976: Max von der Grün: Die Absturzstelle – Regie: Hans Gerd Krogmann
- 1976: Alfred Andersch: Tapetenwechsel – Regie: Günther Sauer
- 1981: Helmut Walbert: Ein bißchen Freiheit – Regie: Hartmut Kirste
- 1986: Fitzgerald Kusz: Die Bestellung – Regie: Frank Hübner
- 1986: Rhys Adrian: Das Wartezimmer – Regie: Heinz Wilhelm Schwarz